# 5048 Moriarty
5048 Moriarty este un asteroid din centura principală de asteroizi.

## Descriere
5048 Moriarty este un asteroid din centura principală de asteroizi. A fost descoperit pe 1 aprilie 1981 la Stația Anderson Mesa de Edward L. G. Bowell. El prezintă o orbită caracterizată de o semiaxă mare de 2,63 ua, o excentricitate de 0,17 și o înclinație de 1,4° în raport cu ecliptica.